# Madura (entreprise)
Pour les articles homonymes, voir Madura (homonymie).
Madura est une entreprise française de décoration, spécialisée dans les rideaux prêt-à-poser
proposant aussi une large collection de coussins, lampes, stores ainsi que des objets décoratifs et du mobilier,.

## Histoire
Madura a créé en 1971 un concept original de décoration, une nouvelle façon d'habiller la maison grâce à une collection prête à poser et disponible. Les membres fondateurs ont su créer un service et des produits innovants.

## Boutiques
Madura dispose d'un réseau de 33 boutiques, en France et Tunisie.